# Абдельзахер аль-Саква
Абдел Захер Эль-Сакка (араб. عبد الظاهر السقا‎; род. 30 января 1974, Эль-Мансура) — египетский футболист, игрок сборной Египта. Провёл в составе сборной Египта по футболу 112 матчей и забил 4 мяча. Трёхкратный обладатель Кубка африканских наций: 1998, 2006, 2010.
Начинал свою карьеру в египетском клубе Эль-Мансура. Также Эль-Сакка много играл в Турции за клубы Денизлиспор, Генчлербирлиги, Коньяспор and Эскишехирспор.
Имеет турецкое гражданство, в его паспорте значится то же имя — Абдел Захер Эль Сака.

## Голы за сборную Египта
| 1.        | 18 декабря 1997 | Асуан, Египет                          | Того  | 7-2 | Победа | Товарищеский матч            |
| 2.        | 4 января 2000   | Асуан, Египет                          | Того  | 2-1 | Победа | Товарищеский матч            |
| 3.        | 6 января 2000   | Асуан, Египет                          | Габон | 4-0 | Победа | Товарищеский матч            |
| 4.        | 11 марта 2001   | Каирский международный стадион, Египет | Алжир | 5-2 | Победа | Отбор на чемпионат мира 2002 |
| Источники |                 |                                        |       |     |        |                              |

## Достижения

### Командные
Сборная Египта
- Обладатель Кубка африканских наций (3): 1998, 2006, 2010